# 2-甲基庚烷
2-甲基庚烷（英語：2-Methylheptane）是辛烷的一种同分异构体，结构式为(CH3)2CH(CH2)4CH3。
由于更常见的辛烷同分异构体2,2,4-三甲基戊烷常被称为异辛烷，所以2-甲基庚烷即使带有常被称为“异”的结构也很少被称为异辛烷。